# Schiffornis major
El llorón de varzea (Schiffornis major), también denominado saltarín grande o saltarín mayor (en Colombia), chifornis rufo (en Ecuador), silbador mayor (en Venezuela), shifornis de várzea (en Perú o flautín grande,  es una especie de ave paseriforme perteneciente al género Schiffornis de la familia Tityridae. Es nativo de la cuenca amazónica en América del Sur.

## Distribución y hábitat

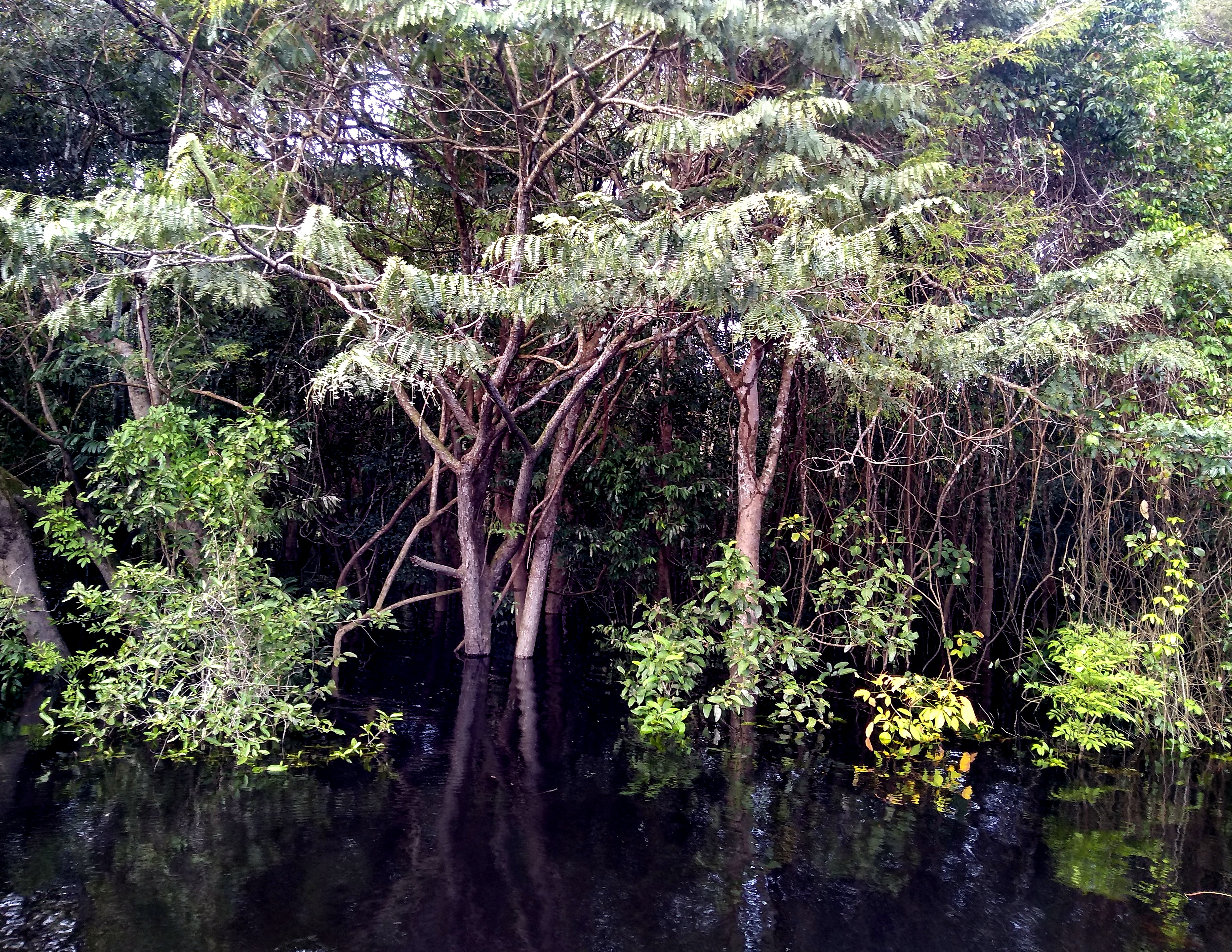
Várzea del río Negro en el archipiélago de Anavilhanas, ejemplo de ambiente preferido de la especie.

Se distribuye en el sur y sureste de Colombia, sur de Venezuela, este de Ecuador, este de Perú, norte de Bolivia y centro occidente de la Amazonia brasileña.
Esta especie es poco común en su hábitat natural, que son las zonas inundables o várzeas del bosque húmedo y los bosques de galería, hasta los 300 m de altitud, pero fue registrado hasta los 1000 m en el sureste de Perú.

## Descripción
Mide entre 15 y 15,5 cm de longitud y pesa 31 g. Su plumaje es de color rufo canela brillante en las partes superiores, más claro en la rabadilla y en las partes inferiores, especialmente en el vientre. Presenta una cantidad variable de color gris en la face, extenso en algunas aves, alcanzando la corona, y en otras completamente inexistente.

## Comportamiento
Se comporta de forma parecida al llorón verdoso (Schiffornis virescens), a pesar de que parece salir más frecuentemente a los bordes del bosque (principalmente a lo largo de cursos de agua); es un ave discreta que forrajea solitaria, hurgando en el sotobosque, a veces colgándose de tallos verticales y raramente juntándose a bandadas mixtas.

### Alimentación
Su dieta consiste de frutas e insectos, pero se conocen muy pocos detalles.

### Vocalización
El canto es un lento «ti, toui-ti, toui?» o «tiu, tiui?...tiu...tiu, tiuit», con la misma clareza y calidad del canto del llorón turdino (Schiffornis turdina).

## Sistemática

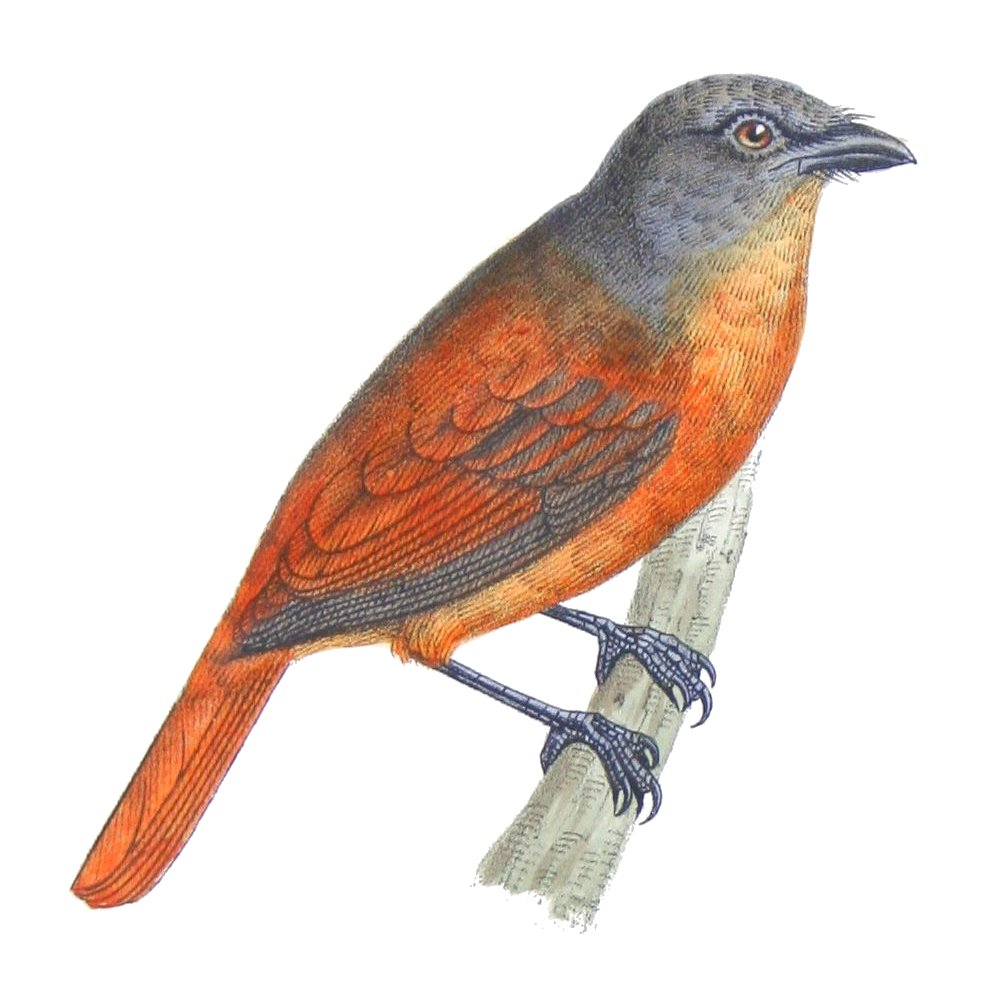
Schiffornis major, ilustración de Castelnau en Expédition dans les parties centrales de l'Amérique du Sud, de Rio de Janeiro à Lima et de Lima au Para, 1856.

### Descripción original
La especie S. major fue descrita por primera vez por el ornitólogo francés Marc Athanase Parfait Œillet Des Murs en 1856 bajo el mismo nombre científico; localidad tipo «Sarayacu, Perú».

### Etimología
El nombre genérico femenino «Schiffornis» conmemora al biólogo alemán Moriz Schiff (1823-1896), y del griego «ornis, ornithos»: ave; y el nombre de la especie «major», proviene del latín: mayor, grande.

### Taxonomía
Una revisión del material de especímenes sugiere fuertemente que los caracteres que supuestamente definen a la subespecie duidae, se encuentran igualmente en la subespecie nominal.

### Subespecies
Según la clasificación del Congreso Ornitológico Internacional (IOC) y Clements Checklist v.2017, se reconocen dos subespecies, con su correspondiente distribución geográfica:
- Schiffornis major duidae J.T. Zimmer, 1936 – sur de Venezuela (oeste de Amazonas).
- Schiffornis major major Des Murs, 1856 – sureste de Colombia, este de Ecuador y centro y occidente de la Amazonia brasileña (hacia el este hasta la desembocadura del río Tapajós), hacia el sur por el este de Perú, hasta el norte de Bolivia.